# Bildungsrevolution
Der Begriff Bildungsrevolution (Educational Revolution) wurde von Talcott Parsons 1971 in die Soziologie eingeführt, um eine neue Phase der gesellschaftlichen Modernisierung seit der Mitte des 20. Jahrhunderts zu bezeichnen. Sie wird durch die bis heute stetig wachsende Bedeutung von Universitätsausbildung und Wissenschaftswissen vorangetrieben. Über Parsons’ Gebrauch hinaus ist der Begriff jedoch geeignet, Phasen der europäischen Bildungsgeschichte großräumig zu unterscheiden.
Im Lauf der Zeit hat sich der Umgang mit den elementaren Kulturtechniken immer wieder radikal geändert, wenn es Umbrüche im Bereich der Kommunikationsmedien gab. Von einer Bildungsrevolution kann man allerdings erst dann sprechen, wenn sich dabei zugleich der soziale Kontext des Bildungswesens neu strukturiert. Bildungsrevolutionen sind daher seltener und einschneidender als Bildungsreformen.
In Verbindung vor allem mit der Digitalen Revolution werden eingangs des 21. Jahrhunderts Erwartungen und Konzepte einer neuerlichen Bildungsrevolution vorgestellt. Als chancenreich stellen sich demnach speziell Formen des individualisierten Lernens und globalisierter Bildungsangebote auch für sozial Schwächere dar. Als problematisch erkannt wird die damit verbundene Preisgabe individueller Daten und deren Folgeverwendung.

## Mittelalterliche Bildungsrevolution um 1200
Eine erste Bildungsrevolution in Europa fand in der „Verschriftlichungsexplosion“ des Mittelalters um 1200 statt. Hatten die Griechen und Römer zuvor Buchstaben, Zahlen und Noten in demselben System (alphanumerisch) angeschrieben, so trennten sich nun die Schreibweisen. Hatte vorher das Manuskript eine Stimme verkörpert, die man lesend mit der eigenen Stimme ertönen lassen musste, so entwickelte sich jetzt erstmals in der Geschichte das stumme Lesen. Damit wurde das Alphabet sprachindifferent. Neben dem allbeherrschenden Lateinischen begannen auch die Volkssprachen literaturfähig zu werden. Die kirchlichen Schulen verloren ihr Bildungsmonopol einerseits an die neuen Universitäten, andererseits an die kommunalen Lateinschulen der Städte.

## Humanistische Bildungsrevolution um 1500
Eine weitere Bildungsrevolution ereignete sich um 1500 mit dem Umbruch zur Neuzeit, namentlich durch die Erfindung des Buchdrucks, den Humanismus und die Reformation. Die protestantische Reformation und die katholische Gegenreformation richteten gezielt volkssprachliche Schulen ein, die unter der Aufsicht des  örtlichen Pfarrers standen. Zugleich wurden die lateinischen Gelehrtenschulen modernisiert, im protestantischen Bereich durch regionale Schulordnungen, im katholischen Bereich durch den Orden der Jesuiten. In beiden Konfessionen war jedoch der Humanismus prägend, der die lateinischen Dichter, Philosophen und Geschichtsschreiber als Vorbild der Autorschaft durchsetzte. Elegantes Latein wurde ebenso wie die Kanzleisprache Deutsch mit Hilfe des Buchdrucks verbreitet. Nun hatten die Schüler vier verschiedene Schriften zu lernen: lateinischen Druck und lateinische Handschrift, deutschen Druck und deutsche Handschrift. Immer noch unter dem Schirmdach der Kirche entwickelte sich das Schul- und Bildungswesen zu einem Markt, auf dem Lehren und Lernen durch Angebot und Nachfrage sich selber regelten, nicht zuletzt durch autodidaktisches Selberlernen.

## Moderne Bildungsrevolution um 1800
Die nächste Bildungsrevolution um 1800 verstaatlicht den florierenden Lehr- und Lernmarkt. Obligatorisch wurde eine Schulpflicht für alle, seitdem die kirchlichen Ermahnungen zum Schulbesuch durch staatliche Kontrollen und Kontrollbehörden abgelöst wurden. An die Stelle der früher üblichen Aufnahmeprüfungen trat nun die Qualifikation in einer Abschlussprüfung. Dabei bildete sich aus den zwei getrennten Bildungssystemen (lateinisch/volkssprachlich) der Frühen Neuzeit die Dreigliedrigkeit des modernen Bildungssystems heraus. Erstmals in der Geschichte wurde Lesen und Schreiben im Elementarunterricht zugleich und reziprok gelernt, als zusammengehörige Entsprechung der eigenen Lautproduktion. Im Bereich der Höheren Schulen entwickelten sich schulspezifische Textformen wie der Deutschaufsatz anstelle der Erziehung zur lateinischen Autorschaft. Im Bereich der Universitäten begann seit Wilhelm von Humboldt das forschende Lernen Fuß zu fassen, sei es in den Programmen der Selbstbildung, sei es in der Einrichtung von Seminaren. Diese Bildungsrevolution ist mit den anderen Modernisierungsschüben um 1800 in Verbindung zu sehen. „Daß in Deutschland die ‚moderne Bildungsrevolution‘ vor der industriellen und politischen Modernisierung lag, geradezu eine ihrer Bedingungen wurde, unterscheidet den Gang der deutschen Geschichte von dem der westlichen Industrienationen“.

## Ansätze für eine Bildungsrevolution im 21. Jahrhundert
Vieles weist darauf hin, dass in der Gegenwart eine neue Bildungsrevolution bevorsteht bzw. bereits um sich greift. Nicht nur steht der herkömmliche Schulunterricht durch die gezielte Nutzung neuer Medien wie PCs, Internet oder interaktive Whiteboards vor beträchtlich erweiterten Möglichkeiten; auch Didaktik und Methodik des Lehrens und Lernens in den bisherigen Bahnen werden teilweise grundlegend in Frage gestellt. Informatiker wie David Gelernter sehen in Cyber-Teacher und Cyber-University die Lernmöglichkeiten der Zukunft, über Internet-Portale werden bereits heute MOOCs (Massive Open Online Courses) von Universitäten angeboten.
Ausdrücklich für eine neuerliche Bildungsrevolution plädierte Richard David Precht in seinem 2013 erschienenen Buch Anna, die Schule und der liebe Gott: Der Verrat des Bildungssystems an unseren Kindern. Zu den Elementen einer solchen Bildungsrevolution sollten unter anderem die Neuausrichtung von Lehrerrolle und Lehrerausbildung gehören, die gezielte Förderung intrinsischer Lernmotivation von Schülerinnen und Schülern unter Beseitigung des herkömmlichen Benotungssystems, die Individualisierung von Lehr- und Lernprozessen in jahrgangsübergreifenden Projekten und im Ganztagsschulbetrieb. Bei der Individualisierung des Lernens spielen für Precht digitale Medien und Lernsoftware eine wichtige Rolle, ganz besonders für das Fach Mathematik.
Ebenfalls explizit von Bildungsrevolution die Rede ist in Jörg Drägers und Ralph Müller-Eiselts 2015 erschienenem Buch Die digitale Bildungsrevolution. Der radikale Wandel des Lernens und wie wir ihn gestalten können. Auch sie beziehen sich unter anderem auf in den USA bereits erprobte und in Uruguay für alle öffentlichen Schulen verbindlich gemachte Formen individualisierten bzw. personalisierten Lernens in Mathematik mittels eines Softwareprogramms und heben hervor, der einzelne Schüler erhalte bei jedem Aufgabenschritt eine Rückmeldung und bekomme bei Fehlern die zu vertiefenden Lernaspekte als Übungsserie individuell angeboten. Vermieden würden dadurch unabhängig vom jeweiligen Lernstand Über- wie Unterforderung, Lernstress oder Langeweile. Die digitale Revolution werde nicht nur Lernprozesse, sondern auch gesellschaftliche Strukturen verändern. Es gebe die Chance für „eine echte Demokratisierung des Bildungssystems“, wenn bisher exklusive Angebote über wenige Mausklicks für jeden Interessierten zugänglich würden. „Wer Fähigkeit, Ehrgeiz und Ausdauer hat, egal ob er aus Berlin-Neukölln oder den Armenvierteln Kalkuttas kommt, wird Wege zu Bildung und Aufstieg finden.“
Die bei der Arbeit mit digitalen Lernprogrammen massenhaft anfallenden Daten, so Dräger und Müller-Eiselt, könnten allerdings auf dem späteren beruflichen Weg zum Hindernis werden, zum Beispiel wenn potenzielle Arbeitgeber von ihnen Kenntnis erlangten und Rückschlüsse zögen: „Firmen, die Lernsoftware vertreiben, tracken ihre Schüler in immer mehr Fächern über immer längere Zeiträume. [...] Durch den Handel mit Daten könnten Lernplattformen im schlimmsten Fall zu einer Art Bildungs-Schufa mutieren, die Auskunft über die Einstellungswürdigkeit von Bewerbern anhand ihres Bildungswegs erteilt.“ Diesbezüglich sei der Gesetzgeber gefordert, einen einheitlichen und transparenten Rechtsrahmen für die Nutzung von Bildungsdaten zu schaffen.